# Archaeophylax canarus
Archaeophylax canarus är en nattsländeart som beskrevs av Arturs Neboiss 1962. Archaeophylax canarus ingår i släktet Archaeophylax och familjen husmasknattsländor. Inga underarter finns listade i Catalogue of Life.